# Chaetocnema subviridis
Chaetocnema subviridis är en skalbaggsart som beskrevs av J. L. Leconte 1859. Chaetocnema subviridis ingår i släktet Chaetocnema och familjen bladbaggar. Inga underarter finns listade i Catalogue of Life.